# Pavia (província)
A província de Pavia é uma província italiana da região da Lombardia com cerca de 493 752 habitantes, densidade de 167 hab/km². Está dividida em 190 comunas, sendo a capital Pavia.
Faz fronteira a norte com a província de Milão, a este com a província de Lodi e com a região da Emília-Romanha (província de Placência), a sul com sudoeste, oeste e noroeste com a região do Piemonte (província de Alexandria, província de Vercelli e província de Novara) e a oeste com .